# Inagaki Toshijirō

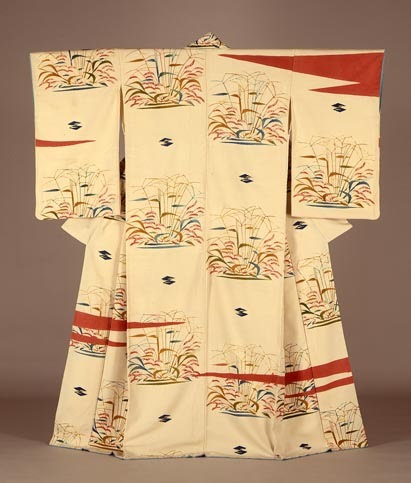
Inagaki : Kimonos, 1961

Inagaki Toshijirō (稲垣稔次郎 ; né le 3 mars 1902 à Kyoto ; mort le  10 juin 1963) était un artiste textile japonais de l'ère Shōwa.

## Biographie
Inagaki Toshijirō est le second fils d'Inagaki Takejirō (稲垣竹次郎). il naît dans le district de Shimogyō à Kyoto. Son père était un peintre Nihonga, qui portait le nom d'artiste de Chikubu (竹埠), mais qui devint plus tard connu comme un artisan du travail de la laque. Son frère aîné était Ingakaki Chūsei, qui s'est fait un nom en tant que peintre mais est mort jeune.
Inagaki Toshijirō fait ses études au département de design de "l'École municipale des arts et métiers de Kyoto" (京都市立美術工芸学校 (Kyoto shiritsu bijutsu kōgei gakkō)). Il est ensuite employé au service design du grand magasin Matsuzakaya, où il apprend les différentes techniques de teinture. À partir de 1938, il commence à concevoir de grandes images sur tissu en utilisant la technique de teinture Yūzen (友禅) . En 1941, il attira l'attention du public avec son paravent presque carré "Zenrinfu byōbu" aux motifs bouddhiques.
En 1948, Inagaki réalise ses premiers tissus en utilisant la teinture au pochoir (型絵染 (Kata-e zome)) et connaît le succès en 1950 lorsqu'il introduit l’œuvre 青楓の図 (Ao kaede zu byōbu) (Érable Vert).
Au cours des quatorze années qui suivirent jusqu'à sa mort, il se consacra exclusivement à la coloration au pochoir et consolida ainsi sa position dans ce domaine. Il a trouvé ses thèmes à Kyoto et dans les collines boisées qui l'entourent, s'inspirant du monde lyrique du Kyoto classique.
Inagaki devient professeur à l'Université municipale des Arts de Kyoto en 1958. En 1962, il est reconnu Trésor National Vivant.

## Photos

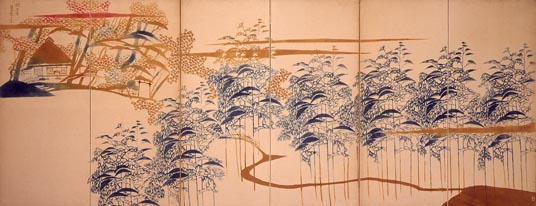
Automne sur Giō-ji [2], 1952
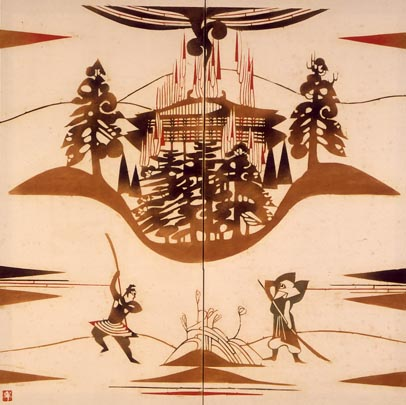
Heike Monogatari, 1954
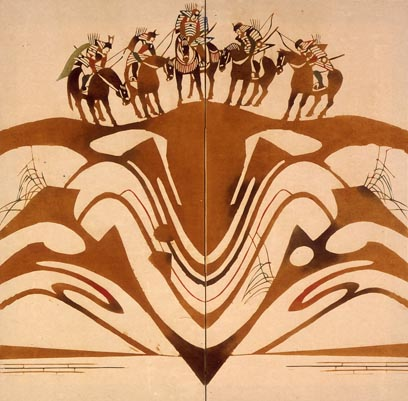
Heike Monogatari, 1954
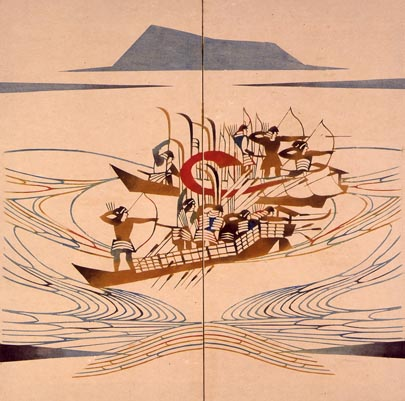
Heike Monogatari, 1954
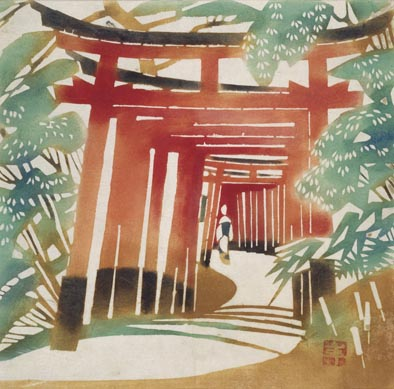
Fushimi Inari, 1955
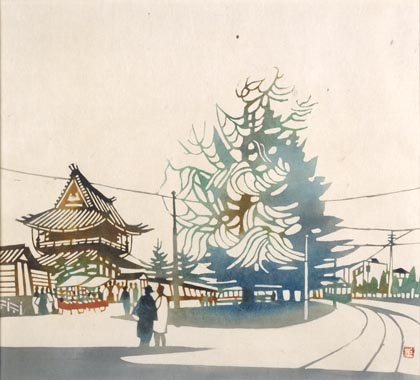
Higashi Hongan-ji, 1955
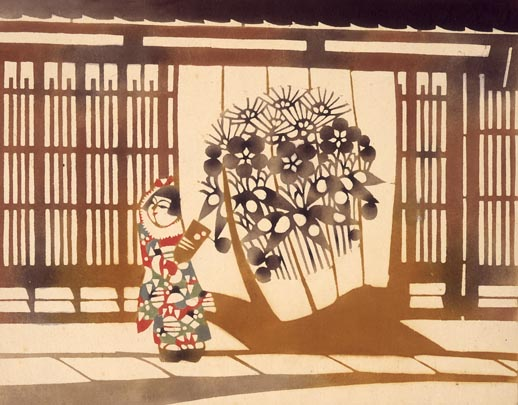
Nouvel An à Nishijin[3], 1958

## Littérature
- Tazawa, Yutaka : Inagaki Toshijirō . Dans : Dictionnaire biographique de l'art japonais. Kodansha International, 1981.  (ISBN 0-87011-488-3) .